# Пундик Дмитро Васильович
Дмитро Васильович Пундик (21 лютого 1989 , Ташкент ) — український фехтувальник на шаблях, призер чемпіонатів Європи у командній шаблі.

## Життєпис
Народився 21 лютого 1989 у Ташкенті. Фехтуванням почав займатися у місті Нетішин, Хмельницька область. Разом із сесторою Галиною, майбутньою олімпійською чемпіонкою, тренувався у  Валерія Штурбабіна.
На юнацькому рівні став чемпіоном та призером чемпіонатів Європи.
На дорослому рівні найбільші досягнення здобув у командних змаганнях. Разом із Дмитром Бойком, Андрієм Ягодкою та Олегом Штурбабіним виграв срібну медаль чемпіонату Європи 2010 року та бронзову медаль чемпіонату Європи 2013 року. Серед вагомих досягнень цієї команди є також золото Універсіади 2011 року.